# Tour de France 2008/8. Etappe
Die 8. Etappe der Tour de France 2008 am 12. Juli war 172,5 Kilometer lang und verlief von Figeac nach Toulouse. Es standen drei Sprintwertungen sowie zwei Bergwertungen der 4. Kategorie und zwei Bergwertungen der 3. Kategorie auf dem Programm.
Die Etappe begann ähnlich unruhig mit missglückten Ausreißversuchen wie am Vortag. Zunächst versuchten sieben Fahrer sich abzusetzen, später eine Dreiergruppe bestehend aus David de la Fuente, Simon Gerrans und Egoi Martínez. Die erste Bergwertung, die schon neun Kilometer nach dem Start erfolgte, gewann de la Fuente. Nachdem die drei eingeholt wurden, versuchten zuerst zehn, danach elf weitere Fahrer, sich abzusetzen. Alle Ausreißversuche wurden durch das Team Columbia, die das Gelbe Trikot verteidigten, vereitelt. Laurent Lefèvre, der die zweite Bergwertung gewann, war der erste, der sich bei Kilometer 35 erfolgreich absetzen konnte. Die Verfolgung nahmen Amets Txurruka, Christophe Riblon und Jérôme Pineau auf. Lefèvre konnte einen Maximalvorsprung von 5:15 Minuten erreichen, bevor er auf seine Verfolger wartete und sie zusammen den Vorsprung, der zwischenzeitlich etwas sank, wieder auf 5:25 min ausbauen. Lefèvre gewann auch die beiden letzten Bergwertungen sowie die erste und dritte Sprintwertung. Später schrumpfte der Abstand wieder und anderer Fahrer versuchen, zu dem Quartett aufzuschließen. Txurruka und Pineau setzten sich schließlich etwas ab, Lefèvre und Riblon wurden vom Feld geschluckt.
Etwa drei Kilometer vor dem Ziel werden auch die letzten beiden Ausreißer eingeholt, so dass es wieder zum Sprintfinale kam. Das Ziel in Toulouse wurde auf einer 420 Meter langen und acht Meter breiten Zielgeraden erreicht. Dort konnte Mark Cavendish seinen zweiten Etappensieg dieser Tour feiern. Óscar Freire, der Vierter wurde, konnte sich dadurch das Grüne Trikot sichern, der nun punktgleich mit Kim Kirchen die Wertung anführt. Bei den anderen Wertungen ergaben sich keine Änderungen.

## Aufgaben
- 62 Manuel Beltrán – vom Team suspendiert wegen Dopingverdachts (Positive A-Probe)

## Sprintwertungen
- 1. Zwischensprint in La Salvetat-Peyrales (Kilometer 57,5) (527 m ü. NN)

| Erster  | Laurent Lefèvre   | 6 Pkt. |
| Zweiter | Amets Txurruka    | 4 Pkt. |
| Dritter | Christophe Riblon | 2 Pkt. |
- 2. Zwischensprint in Carmaux (Kilometer 85) (257 m ü. NN)

| Erster  | Christophe Riblon | 6 Pkt. |
| Zweiter | Laurent Lefèvre   | 4 Pkt. |
| Dritter | Amets Txurruka    | 2 Pkt. |
- 3. Zwischensprint in Rabastens (Kilometer 134,5) (134 m ü. NN)

| Erster  | Laurent Lefèvre | 6 Pkt. |
| Zweiter | Amets Txurruka  | 4 Pkt. |
| Dritter | Jérôme Pineau   | 2 Pkt. |
- Zielsprint in Toulouse (Kilometer 172,5) (149 m ü. NN)

| Erster   | Mark Cavendish      | 35 Pkt. |
| Zweiter  | Gerald Ciolek       | 30 Pkt. |
| Dritter  | Jimmy Casper        | 26 Pkt. |
| Vierter  | Óscar Freire        | 24 Pkt. |
| Fünfter  | Robert Förster      | 22 Pkt. |
| Sechster | Erik Zabel          | 20 Pkt. |
| Siebter  | Gert Steegmans      | 19 Pkt. |
| Achter   | Sébastien Chavanel  | 18 Pkt. |
| Neunter  | Thor Hushovd        | 17 Pkt. |
| Zehnter  | Robert Hunter       | 16 Pkt. |
| 11.      | Romain Feillu       | 15 Pkt. |
| 12.      | Mark Renshaw        | 14 Pkt. |
| 13.      | Rubén Pérez         | 13 Pkt. |
| 14.      | Iñaki Isasi         | 12 Pkt. |
| 15.      | Francesco Chicchi   | 11 Pkt. |
| 16.      | Heinrich Haussler   | 10 Pkt. |
| 17.      | Robbie McEwen       | 9 Pkt.  |
| 18.      | Leonardo Duque      | 8 Pkt.  |
| 19.      | Julian Dean         | 7 Pkt.  |
| 20.      | Óscar Pereiro       | 6 Pkt.  |
| 21.      | Sebastian Langeveld | 5 Pkt.  |
| 22.      | Juan Antonio Flecha | 4 Pkt.  |
| 23.      | Stefan Schumacher   | 3 Pkt.  |
| 24.      | Maxime Monfort      | 2 Pkt.  |
| 25.      | Brett Lancaster     | 1 Pkt.  |

## Bergwertungen
- Côte de Loupiac, Kategorie 4 (Kilometer 9) (333 m ü. NN; 2,7 km à 6,0 %)

| Erster  | David de la Fuente | 3 Pkt. |
| Zweiter | Simon Gerrans      | 2 Pkt. |
| Dritter | Egoi Martínez      | 1 Pkt. |
- Côte de Macarou, Kategorie 3 (Kilometer 36,5) (512 m ü. NN; 4,2 km à 6,1 %)

| Erster  | Laurent Lefèvre    | 4 Pkt. |
| Zweiter | David de la Fuente | 3 Pkt. |
| Dritter | Yoann Le Boulanger | 2 Pkt. |
| Vierter | Sandy Casar        | 1 Pkt. |
- Côte de la Guionie, Kategorie 4 (Kilometer 52,5) (583 m ü. NN; 1,5 km à 5,5 %)

| Erster  | Laurent Lefèvre   | 3 Pkt. |
| Zweiter | Amets Txurruka    | 2 Pkt. |
| Dritter | Christophe Riblon | 1 Pkt. |
- Côte du Port de la Besse, Kategorie 3 (Kilometer 70,5) (423 m ü. NN; 4,1 km à 4,5 %)

| Erster  | Laurent Lefèvre   | 4 Pkt. |
| Zweiter | Amets Txurruka    | 3 Pkt. |
| Dritter | Jérôme Pineau     | 2 Pkt. |
| Vierter | Christophe Riblon | 1 Pkt. |